# Wereldkampioenschappen atletiek 2019/3000 m steeple mannen
De 3000 meter steeplechase voor mannen op de wereldkampioenschappen atletiek 2019 werd gehouden op 1 (heats) en 4 (finale) oktober. De titelverdediger was de Keniaanse atleet Conseslus Kipruto. Hij wist zijn titel te prolongeren. 

## Records
Tijdens dit wereldkampioenschap zijn de volgende nationale records gevestigd.
| Naam                 | Land     | Tijd    |
| -------------------- | -------- | ------- |
| Avanish Mukund Sable | India    | 8.21,37 |
| Lamecha Girma        | Ethiopië | 8.01,76 |

## Uitslagen

### Legenda
- Q: Gekwalificeerd voor volgende ronde op basis van finishresultaat.
- q: Gekwalificeerd voor volgende ronde op basis van eindtijd.
- qR: Gekwalificeerd voor de volgend ronde op basis van scheidsrechtersbeslissing.
- NR: Nationaal record
- SR: Beste seizoenstijd voor atleet
- PR: Persoonlijk record
- CR: Kampioenschapsrecord
- WR: Wereldrecord
- WL: Beste seizoenstijd van alle atleten wereldwijd

### Heats[1]

#### Kwalificatie
- De eerste drie atleten uit elke heat gaan door naar de finale.
- Verder gaan de zes snelste atleten die nog die zijn gekwalificeerd door naar de finale.

#### Heat 1
| Rang | Naam                     | Land              | Tijd    | Opmerking |
| ---- | ------------------------ | ----------------- | ------- | --------- |
| 1    | Getnet Wale              | ETH               | 8.12,96 | Q         |
| 2    | Djilali Bedrani          | FRA               | 8.13,02 | Q         |
| 3    | Leonard Kipkemoi Bett    | KEN               | 8.13,07 | Q         |
| 4    | Matthew Hughes           | CAN               | 8.13,12 | q,SR      |
| 5    | Fernando Carro           | ESP               | 8.13,56 | q         |
| 6    | Stanley Kipkoech Kebenei | USA               | 8.19,02 | q         |
| 7    | Zak Seddon               | GBR               | 8.22,51 | q         |
| 8    | Yohanes Chippinelli      | ITA               | 8.24,73 |           |
| 9    | Amor Ben Yaha            | TUN               | 8.26,12 | SR        |
| 10   | Martin Grau              | GER               | 8.26,79 | SR        |
| 11   | Tom Erling Kårbø         | NOR               | 8.27,01 | PR        |
| 12   | Boniface Abel Sikowo     | UGA               | 8.27,96 |           |
| 13   | Abdelkarim Ben Zahra     | MAR               | 8.36,67 |           |
| 14   | Kaur Kivistik            | EST               | 8.39,26 |           |
|      | Fouad Idbafdil           | Vluchtelingenteam | DNF     | DNF       |

#### Heat 2
| Rang | Naam                     | Land              | Tijd    | Opmerking |
| ---- | ------------------------ | ----------------- | ------- | --------- |
| 1    | Conseslus Kipruto        | KEN               | 8.19,20 | Q         |
| 2    | Benjamin Kigen           | KEN               | 8.19,44 | Q         |
| 3    | Hillary Bor              | USA               | 8.20,67 | Q         |
| 4    | Chala Beyo               | ETH               | 8.21,09 | q         |
| 5    | Ibrahim Ezzaydouni       | ESP               | 8.23,99 |           |
| 6    | Benjamin Kiplagat        | UGA               | 8.24,44 | SR        |
| 7    | Avanish Mukund Sable     | IND               | 8.25,23 | qR,NR     |
| 8    | Topi Raitanen            | FIN               | 8.32,44 |           |
| 9    | Ryan Smeeton             | CAN               | 8.32,53 |           |
| 10   | Carlos Andres San Martin | COL               | 8.35,10 |           |
| 11   | Salem Mohamed Attiaallah | EGY               | 8.35,18 |           |
| 12   | Yoann Kowal              | FRA               | 8.37,90 |           |
| 13   | Takele Nigate            | ETH               | 8.38,34 |           |
| 14   | Yaser Salem Bagharab     | QAT               | 8.39,65 |           |
| 15   | Otmane Nait Hammou       | Vluchtelingenteam | 9.30,17 |           |
|      | Mohamed Tindouft         | MAR               | DNF     | DNF       |

#### Heat 3
| Rang | Naam                     | Land | Tijd    | Opmerking |
| ---- | ------------------------ | ---- | ------- | --------- |
| 1    | Lamecha Girma            | ETH  | 8.16,64 | Q         |
| 2    | Soufiane El Bakkali      | MAR  | 8.17,96 | Q         |
| 3    | Abraham Kibiwot          | KEN  | 8.18,46 | Q         |
| 4    | Andrew Bayer             | USA  | 8.18,66 | q         |
| 5    | Albert Chemutai          | UGA  | 8.23,08 |           |
| 6    | Altobeli Santos da Silva | BRA  | 8.25,34 | SR        |
| 7    | Yemane Haileselassie     | ERI  | 8.26,58 |           |
| 8    | Osama Zoghlami           | ITA  | 8.28,57 |           |
| 9    | Daniel Arce              | ESP  | 8.31,69 |           |
| 10   | Karl Bebendorf           | GER  | 8.32,58 |           |
| 11   | John Gay                 | CAN  | 8.33,74 |           |
| 12   | Bilal Tabti              | ALG  | 8.35,15 |           |
| 13   | Rantso Mokopane          | RSA  | 8.42,22 |           |
| 14   | Ben Buckingham           | AUS  | 8.42,22 |           |
| 15   | Krystian Zalewski        | POL  | 8.51,79 |           |

### Finale[2]
| Rang   | Naam                     | Land | Tijd    | Opmerking |
| ------ | ------------------------ | ---- | ------- | --------- |
| Goud   | Conseslus Kipruto        | KEN  | 8.01,35 | WL        |
| Zilver | Lamecha Girma            | ETH  | 8.01,36 | NR        |
| Brons  | Soufiane El Bakkali      | MAR  | 8.03,76 | SR        |
| 4      | Getnet Wale              | ETH  | 8.05,21 | PR        |
| 5      | Djilali Bedrani          | FRA  | 8.05,23 | PR        |
| 6      | Benjamin Kigen           | KEN  | 8.06,95 |           |
| 7      | Abraham Kibiwot          | KEN  | 8.08,52 |           |
| 8      | Hillary Bor              | USA  | 8.09,33 |           |
| 9      | Leonard Kipkemoi Bett    | KEN  | 8.10,64 |           |
| 10     | Stanley Kipkoech Kebenei | USA  | 8.11,15 | SR        |
| 11     | Fernando Carro           | ESP  | 8.12,31 |           |
| 12     | Andrew Bayer             | USA  | 8.12,47 | PR        |
| 13     | Avinash Mukund Sable     | IND  | 8.21,37 | NR        |
| 14     | Matthew Hughes           | CAN  | 8.24,78 |           |
| 15     | Zak Seddon               | GBR  | 8.40,23 |           |
|        | Chala Beyo               | ETH  | DNF     | DNF       |